# 수양역
수양역(首陽驛)은 조선민주주의인민공화국 평안남도 은산군 수양리에 위치한 평라선의 역이다. 여객과 화물을 모두 취급한다.

## 연혁
- 1929년 10월 1일: 평원선 순천 - 신창 간 개통과 함께 영업 개시[2]
- 일자 불명: 평라선으로 편입